# Excitació magnètica
L'excitació magnètica (també força o camp magnetitzant) és un dels tres camps que descriuen el magnetisme des del punt de vista macroscòpic, i està relacionat amb el moviment de càrregues lliures i amb els pols magnètics. També se l'anomena per raons històriques intensitat de camp magnètic, encara que per evitar confusions amb l'autèntic camp magnètic (la inducció magnètica B) se li ha donat aquest nom i altres com camp H .
Des d'un punt de vista físic, H i B són equivalents en el buit, excepte en una constant de proporcionalitat que depèn del sistema d'unitats: 1 en el sistema de Gauss, {\displaystyle \mu _{0}=4\pi \cdot 10^{-7}{\mbox{N}}{{\mbox{A}}^{-2}}} en el SI. Només es diferencien en alguns materials amb el fenomen de la magnetització, de manera que el camp H s'empra sobretot en electrotècnia.
No s'ha confondre el camp H amb el camp exterior aplicat a un material, ja que com s'indica més endavant, el camp H també té fonts internes en forma de pols magnètics.